# Osian
Osian fou un estat tributari protegit una thikana feudataria de Jodhpur. La capital era la població d'Osian (ciutat), situada a uns 60 km de Jodhpur (ciutat). Al final del segle XIX era thakur Bhabhut Singh al que va succeir el seu fill Jai Singh que consta el 1911 i va rebre els pobles de Dhikai, Cherai i Mathania; el va succeir el seu fill Mohan Singh que fou comandant a l'exèrcit de Jodhpur.